# Callimedusa perinesos
Espèce
Synonymes
- Phyllomedusa perinesos Duellman, 1973

Statut de conservation UICN

 EN  : En danger
Callimedusa perinesos est une espèce d'amphibiens de la famille des Phyllomedusidae.

## Répartition
Cette espèce se rencontre entre 1 350 et 1 400 m d'altitude sur le versant amazonien de la cordillère Orientale, :
- en Colombie dans le département de Caquetá ;
- en Équateur à Río Salado dans la province de Napo.

## Publication originale
- Duellman, 1973 : Descriptions of New Hylid Frogs from Colombia and Ecuador. Herpetologica, vol. 29, no 3, p. 219-227.